# حجرة احتراق

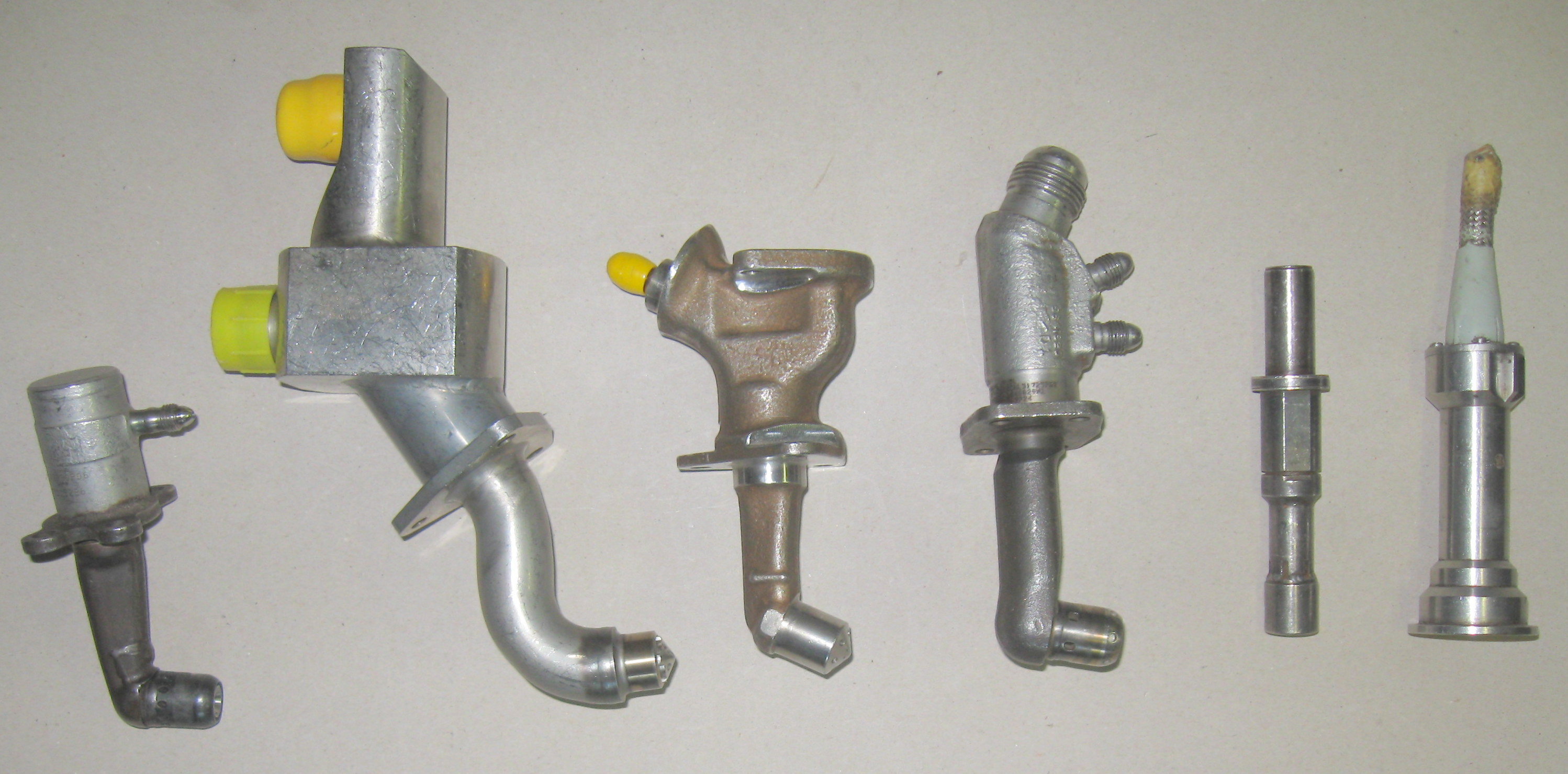
فوهة الرش من أجزاء حاقنات الوقود المختلفة، وهي من المكونات الأساسية في غرفة الاحتراق

حجرة[بحاجة لمصدر] أو حيز أو غرفة الاحتراق هو حيز داخل المحرك حيث يحرق الوقود.

## محرك الاحتراق الداخلي
انظر أيضا محرك الاحتراق الداخلي
الغازات الساخنة الناتجة من الاحتراق تأخذ حجما أكبر من الوقود مما ينتج منه زيادة بالضغط داخل غرفة الاحتراق. هذا الضغط هو المطلوب لإنتاج طاقة لعمل شغل ما، فمثلا: تحريك المكبس أو البستون المتصل بالعمود المرفقي (crankshaft). بالإمكان تحويل تلك الطاقة إلى أشكال متعددة من الحركة، مثلا لإنتاج دفع عندما تخرج من الخرطوش كما بالصواريخ والمحركات النفاثة.

## محرك البنزين
انظر أيضا محرك أوتو
تصميم المحرك الترددي أو التعاكسي يجعل حركة المكابس تتساطح مع قمة إسطوانة المحرك (السلندر) الإسطوانة وتسمى نقطة النهائية العليا. غرفة الاحتراق هو حيز داخل رأس الأسطوانة ويحتوي على صمام منفس وصمام عادم. بعض المحركات تستخدم مكبس مقعر وبتلك الحالة تكون غرفة الاحتراق جزئيا داخل الإسطوانة (سلندر). هناك أشكال متعددة مستخدمة من غرف الاحتراق مثل راس مسطح للمحركات جانبية الصمامات، نصف دائرية أو كالإسفين للمحركات لها صمامات علوية، أو المخمسة للمحركات التي بها 3 أو 4 أو 5 صمامات. شكل غرفة الإحراق لها تأثير ملحوظ على الطاقة الخارجة والكفاءة والانبعاثات الضارة. فهدف المصممين هو حرق كل مايمكن من خليط الوقود والهواء الموجود داخل غرفة الاحتراق دون أي زيادة بدرجة الحرارة مما يسبب بإنتاج أكاسيد النتروجين لذلك تكون مرصوصة أفضل من استطالتها.
صمام المنفس عادة ماتوضع لإعطاء دوامة من الخليط المميز فوق الصمام المرتفع لتحسين الاختلاط والحرق. أيضا شكل رأس الصمام له تأثير على كمية دوامة الخليط، وأخيرا شمعة الاحتراق يجب تكون بموضع بحيث اللهب يصل إلى كل أجزاء الغرفة بالنقطة المطلوبة وعادة تكون 15درجة عن النقطة النهائية العليا، وهي مطلوبة بشدة حتى تتفادى الشقوق الضيقة حيث يركد طرف الغاز ويمكن أن يصبح محشورا، وهذا قد ينفجر بعنف عند تشغيل السيارة ممايلحق الضرر بالمحرك. إضافة إلى أن الغازات المتبقية داخل الغرفة ستأخذ حيزا مما يمنع بدخول كل الخليط من الهواء والوقود واحتراقهم وهذا يقلل الطاقة الناتجة من الإحراق.

## محرك الديزل
انظر أيضا محرك ديزل
محركات الديزل تقع تحت فئتين شاملتين:
- حقن مباشر، حيث غرفة الاحتراق تحتوي على مكبس مقعر.
- حقن غير مباشر، حيث غرفة الاحتراق تكون برأس المحرك (فوق الإسطوانة أو السلندر).

محركات الحقن المباشر أفضل بتوفير الوقود ولكن مكائن حقن الغير مباشر يمكنها استعمال وقود قليل الكفاءة.

## المحرك البخاري
انظر أيضا المحرك البخاري
تعريف غرفة احتراق يمكن استعمالها للتعريف على المساحة الزائدة ما بين علبة الحرق والسخان بالقطار البخاري. تلك المساحة تسمح بالمزيد من احتراق الوقود، لإعطاء حرارة أكثر للسخان